# Pareiodon microps
Pareiodon microps är en fiskart som beskrevs av Kner, 1855. Pareiodon microps ingår i släktet Pareiodon och familjen Trichomycteridae. Inga underarter finns listade i Catalogue of Life.